# Psectra franzeni
Psectra franzeni is een insect uit de familie van de bruine gaasvliegen (Hemerobiidae), die tot de orde netvleugeligen (Neuroptera) behoort. 
Psectra franzeni is voor het eerst wetenschappelijk beschreven door Kimmins in 1940.